# The Agonist
The Agonist (укр. Суперник) — канадський гурт з Монреалю, що грає у стилі важкий метал. Дебютний альбом Once Only Imagined вийшов 14 серпня 2007 року.

## Історія гурту

### Початок таOnce Only Imagined(2004—2008)
The Agonist (раніше знаний як The Tempest у 2004—2007) започаткували гітарист Денні Маріно, бас-гітарист Кріс Келлс і вокалістка Аліса Вайт-Глаз. Гурт змінив назву на поточну після підписання контракту із незалежним лейблом звукозапису Century Media Records.
Перший альбом Once Only Imagined (укр. Одного разу тільки уяви) вийшов 14 серпня 2007 року. Спочатку альбом розглядався як демо-запис, але його вихід стимулював гурт увести у склад ударника Саймона Маккея. Відеокліп на пісню «Business Suits and Combat Boots» вийшов 28 серпня 2007, режисером став Девід Бродські (Strapping Young Lad, Gwar, God Forbid). Відео отримало шосту позицію у хіт-параді 2007 року «MTV2's Headbanger's Ball».
Після виходу альбому гурт вирушив у турне, де грав з такими командами як God Forbid, Arsis, The Faceless, Sonata Arctica, Overkill, Epica, Visions of Atlantis і Enslaved.
У липні 2007 року вокалістка Алісса Вайт-Глаз була названа «гарячою металевою штучкою» (англ. the hottest chicks in metal) за версією журналу «Revolver».

### Lullabies for the Dormant Mind(2009—2010)
Гурт випустив другий альбом Lullabies for the Dormant Mind (укр. Колискові для бездіяльного розуму) у березні 2009.
Мінівідеокліп на пісню «…And Their Eulogies Sang Me To Sleep» з цього альбому також відзняв режисер Девід Бродські, вийшло 18 квітня 2009 року. Невдовзі, 22 квітня 2009 року, вийшов кліп на пісню «Birds Elope With The Sun», який містив нарізку з концертних виступів гурту. Прем'єра третього кліпу на сингл «Thank You, Pain» відбулася у Peta2 Blog 3 вересня 2009. Альбом отримав велику популярність завдяки завляки цьому синглові та відеокліпу.
У травні 2009 року Алісса Вайт-Глаз знову отримала звання «гарячої металевої штучки» від журналу Revolver.
З туром, присвяченим новому альбому, гурт відвідав Мексику, Венесуелу, Японію, Китай, Колумбію, також виступав у Європі. Після завершення туру з Epica і Scar Symmetry у грудні 2010, The Agonist підтвердив на своїй сторінці на Фейсбуці, що вони починають запис нового альбому, який мав вийти у 2011 році. Згодом вихід альбому перенесли на 2012 рік.

### Prisoners(2011—2014)
В кінці 2011 року гурт взяв участь в турі «Pandemonium over North America» разом із гуртами Kamelot, Alestorm і Blackguard (в турі не взяв участь гітарист Денні Маріно, якого замінив Джастін Дегір, колишній гітарист гурту Catalyst). Під час туру гурт випустив у продаж мініальбом, який мав назву «The Escape» (укр. Втеча), який вміщував дві пісні, що мали з'явитися у третьому повноцінному альбомі. Міньйон був зведений Тью Медсеном, який відомий за співпрацею із командами The Haunted, Dark Tranquility і Suicide Silence. Згодом «The Escape» став доступним на iTunes.
5 березня 2012 року гурт на власному каналі YouTube під час анонсування майбутнього шоу у Монреалі повідомив, що новий альбом вже записаний і отримав назву «Prisoners» (укр. В'язні). Альбом вийшов 4 червня у Європі і 5 червня у Північній Америці на лейблі «Century Media records» і його спродюсував Крістіан Дональдсон, з яким гурт вже працював не один рік. Пісня «Ideomotor» була обрана як новий сингл. 10 червня гурт розпочав знімання відеокліпу на цю пісню.

### Зміни у складі (2014)
У березні 2014 року було повідомлено, що Алісса Вайт-Глаз обрана новою вокалісткою гурту Arch Enemy замість Ангели Госсов. Суміщати роботу у двох гуртах вона не має наміру. Новою вокалісткою гурту стала Вікі Псаракіс.

## Стиль
The Agonist більш за все відомий завдяки можливості Алісси Вайт-Глаз використовувати як чистий спів, так і металевий гроул, та здатності Денні Маріно грати дві або більше мелодій, що перетинаються. Теми пісень присвячені моральній проблематиці, наприклад правам тварин, соціальним дилемам та ситуації у світі.

## Склад
Поточний
- Вікі Псаракіс — вокал (2014—донині)
- Денні Маріно — гітара (2004—донині)
- Паскаль «Пако» Джобін — гітара (2010—донині)
- Кріс Келлс — бас, бек-вокал (2004—донині)
- Саймон Маккей — ударні, перкусія (2007—донині)

Колишні учасники
- Ендрю Теплі — гітара (2007—2008)
- Кріс Адольф — гітара (2009)
- Аліса Вайт-Глаз — вокал (2004—2014)

У турне
- Джастін Дегір — гітара (2011—донині)

## Дискографія

### Студійні альбоми
| Рік  | Назва                          |
| ---- | ------------------------------ |
| 2007 | Once Only Imagined             |
| 2009 | Lullabies for the Dormant Mind |
| 2011 | The Escape (EP)                |
| 2012 | Prisoners                      |
| 2014 | Disconnect Me (EP)             |
| 2015 | Eye of Providence              |

### Сингли
| Рік  | Назва                                | Альбом                         |
| ---- | ------------------------------------ | ------------------------------ |
| 2007 | Business Suits and Combat Boots      | Once Only Imagined             |
| 2009 | …And Their Eulogies Sang Me To Sleep | Lullabies for the Dormant Mind |
| 2009 | Birds Elope With The Sun             | Lullabies for the Dormant Mind |
| 2009 | Thank You, Pain                      | Lullabies for the Dormant Mind |
| 2012 | Ideomotor                            | Prisoners                      |
| 2014 | Disconnect Me                        | Disconnect Me                  |

### Відеокліпи
| Рік  | Назва                                |
| ---- | ------------------------------------ |
| 2007 | Business Suits and Combat Boots      |
| 2009 | …And Their Eulogies Sang Me To Sleep |
| 2009 | Thank You, Pain                      |
| 2009 | Birds Elope With The Sun             |
| 2012 | Ideomotor                            |
| 2015 | Gates of Horn and Ivory              |